# Abel Castiau
Pour les articles homonymes, voir Castiau.
Abel Castiau, né le 23 avril 1842 à Vieux-Condé (Nord) et décédé le 25 juillet 1918 à Lille (Nord), est un homme politique français.

## Biographie
Médecin en 1870, il est conseiller général du Canton de Condé de 1898 à 1918 et député de la 1re circonscription de Valenciennes de 1905 à 1906.

## Sources
- « Abel Castiau », dans le Dictionnaire des parlementaires français (1889-1940), sous la direction de Jean Jolly, PUF, 1960 [détail de l’édition]